# 景泰県
景泰県（けいたい-けん）は中華人民共和国甘粛省白銀市に位置する県。県人民政府の所在地は一条山鎮。

## 地理
東は黄河を隔て靖遠県・平川区と、南は白銀区・皋蘭県・永登県と、西は天祝チベット族自治県・古浪県と、北は内モンゴル自治区アルシャー左旗、寧夏回族自治区中衛市と接する。

## 歴史
県名は「景象繁栄、国泰民安」の願いを込めて命名された。
1913年に紅水県が設置される。1933年に景泰県と改称され現在に至る。
2021年に黄河石林トレイルランニング遭難事故が黄河石林の周辺で発生している。

## 行政区画
8鎮、3郷を管轄：
- 鎮：一条山鎮、芦陽鎮、上沙沃鎮、喜泉鎮、草窩灘鎮、紅水鎮、中泉鎮、正路鎮
- 郷：寺灘郷、五仏郷、漫水灘郷

## 交通

### 鉄道
- 中国国家鉄路集団
  - 包蘭線
    - 景泰駅

### 道路
- 高速道路
  -  烏瑪高速道路（中国語版）
  -  定武高速道路（中国語版）
- 国道
  - G338国道（中国語版）